# 殖民地部

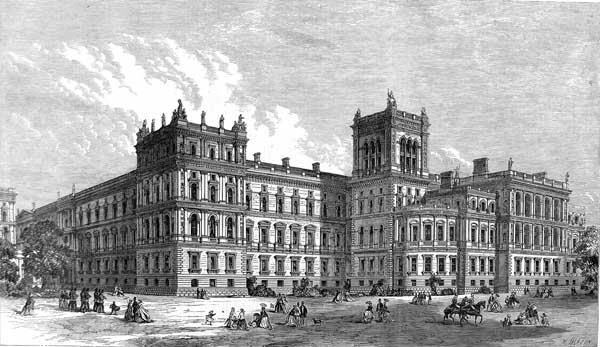
1866年的外交部及印度部办公室。殖民地部后来也在此处理事。

殖民地部（英语：Colonial Office，漢名舊譯藩政院、理藩院），英国政府部门，负责处理海外领土事务。掌管殖民地部的官员称为“殖民地事務大臣”（Colonial Secretary）。
英国海外领土事务，在1768年殖民地部建立之前，由南部大臣（Secretary of State for the Southern Department）和枢密院下属委员会贸易及屯墾委员会（Board of Trade and Plantations）负责处理。1768年，为处理英属北美事务，政府建立了殖民地部。北美十三州独立建国后，政府在1782年廢除了殖民地部，殖民地事务先后交由内政部和陆军部负责处理。
1801年，陆军部更名为陆军及殖民地部，由新设的陸軍及殖民地大臣（Secretary of State for War and the Colonies）掌管，显示出殖民地变得越来越重要。1825年，政府又在陆军及殖民地部之下，创设了称为“殖民地常务次官”（Permanent Under-Secretary for the Colonies）的职位。
1854年，为应对繁重的殖民地事务，政府将陆军及殖民地部拆分为两个部门：陆军部和殖民地部，后者专门负责处理殖民地事务，由新设的殖民地大臣掌管。殖民地部并非负责处理英国所有海外领土事务的部门。印度事务由印度部（India Office）负责，而埃及等英国保护国的事务，则由外交部负责。1907年，政府又在殖民地部之下创设了称为“自治領部”的部门。1925年，政府提升了自治領部的级别，从此，自治領部拥有和外交部、印度部、殖民地部一样的级别。1947年，印度独立后，自治領部和印度部合并为英联邦关系部（Commonwealth Relations Office）。1966年，殖民地部又和英联邦关系部合并，是为英联邦部（Commonwealth Office）。1968年，英联邦部和外交部合并，终于成为今日的外交及联邦事務部。